# Sahib Fakkh
Al-Hussayn ibn Alí, també conegut com a Sàhib Fakkh (? - Fakkh, 786), fou un revolucionari alida. Era fill del pietós Alí al-Àbid o al-Khayr o al-Agharr, un alida molt fidel a Abd-Al·lah ibn al-Hàssan al-Muthanna, que va morir en 763 a la presó on havia estat tancat pels abbàssides juntament amb altres alides. La seva mare, Zàynab, era filla de l'esmentat Abd-Al·lah ibn al-Hàssan al-Muthanna i també fou una persona molt religiosa.
Va tenir bones relacions amb el califa al-Mahdí; sota al-Hadi el governador de Medina al-Umarí -dit així perquè era descendent del califa Úmar ibn al-Khattab, en absència del governador Ishaq ibn Issa ibn Alí va infligir un càstig als pelegrins que havien contactat amb la família d'Alí ibn Abi Tàlib o talibites i va imposar a aquests determinades obligacions indignes; tres persones entre els quals un alida (Abu-l-Zift al-Hàssan) foren sorpresos bevent vi (l'acusació sembla certa, tot i que alguns pensen que potser fou un rumor que va fer córrer al-Umarí) i l'alida fou fuetejat vuitanta cops i la família dels alides es va mostrar indignada. Abu-l-Zift fou alliberat però sotmès a vigilància i es va comprovar que no assistia a la crida del muetzí a la mesquita (en realitat era perquè s'havia allunyat de la ciutat i n'estava a tres dies de camí) i els seus garants, al-Hussayn ibn Alí i Yahya (un altre alida) es van haver de presentar a al-Umarí i les dues parts es van creuar amenaces.
Al-Hussayn ja estava preparant una revolta i va decidir avançar-la. El 17 de maig del 786 es van apoderar de la mesquita i al-Umarí va fugir immediatament i es va amagar. Al-Hussayn va agafar el làqab d'al-Murtada. Va rebre l'adhesió dels alides excepte dos entre els quals Mussa ibn Jàfar al-Kàdhim, considerat pels xiïtes imamites com el setè imam. En una reunió es va decidir que Muhàmmad an-Nafs al-Zakiyya seria el futur califa. Però la revolta no va tenir prou adhesions. Els simpatitzants dels abbàssides i 200 soldats del governador van intentar recuperar el control de la mesquita, i encara que foren dispersats en morir el seu comandant, es van reagrupar i van seguir combatent a la ciutat, que mai va estar totalment en mans dels rebels. Al cap d'uns dies al-Hussayn va abandonar Medina amb 300 homes i es va dirigir a la Meca, però els abbàssides de la ciutat van rebre ordes de combatre'l: es van formar dos bàndols: els mubàyyida (els vestits de blanc) o alides i els mussàwwida (els vestits de negre) o abbàssides i van lliurar batalla a Fakkh, a uns 10 km de la Meca; els abbàssidees van oferir l'aman a al-Hussayn, que el va refusar i va lluitar fins a morir (11 de juny de 786), juntament amb uns 100 dels seus. Sulayman i Hàssan, germà i fill respectivament de Muhàmmad an-Nafs az-Zakiyya, foren executats poc després a la Meca. Al-Umarí va sortir del seu amagatall, va reprendre les seves funcions i va fer cremar les cases dels alides i els va confiscar els béns.